# Чемпіонат світу з трекових велоперегонів 2004
Чемпіонат світу з трекових велоперегонів 2004 проходив з 26 по 30 травня 2004 року в м. Мельбурн, Австралія на велодромі Vodafone Arena. В змагання за 15 комплектів нагород — 9 в чоловіків та 6 у жінок, взяли участь 297 спортсменів із 43 країн світу.

## Медалісти

### Чоловіки
| Дисципліна                         | Золото                                                                       | Срібло                                                                         | Бронза                                                                        |
| Спринт                             | Тео Бос                                                                      | Лорен Ґане                                                                     | Раян Бейлі                                                                    |
| Гіт (1 км)                         | Кріс Гой (1:01.599)                                                          | Арно Турнан (1:01.957)                                                         | Тео Бос (1:02.055)                                                            |
| Індивідуальна гонка переслідування | Серхі Ескобар (4:19.382)                                                     | Роб Гейлс (4:20.337)                                                           | Роберт Бартко (4:20.928)                                                      |
| Командна гонка переслідування      | Австралія Пітер Доусон Ешлі Хатчінсон Люк Робертс Стівен Вулдрідж (4:00.322) | Велика Британія Роб Гейлс Пол Меннінг Кріс Ньютон Браян Стіл (4:01.841)        | Іспанія Карлос Кастаньйо Серхі Ескобар Асьєр Маезту Карлос Торрент (4:04.968) |
| Командний спринт                   | Франція Мікаель Бурґен Лорен Ґане Арно Турнан (44.394)                       | Іспанія Хосе Антоніо Ескуредо Сальвадор Меліа Хосе Антоніо Вільянуева (44.824) | Велика Британія Кріс Гой Крейґ Маклін Джеймі Стафф (44.620)                   |
| Кейрін                             | Джеймі Стафф                                                                 | Хосе Антоніо Ескуредо                                                          | Іван Врба                                                                     |
| Скретч                             | Ґреґ Хендерсон                                                               | Роберт Сліппенс                                                                | Вальтер Перес                                                                 |
| Гонка за очками                    | Франк Перк (35)                                                              | Мільтон Вінантс (31)                                                           | Хуан Естебан Куручет (28)                                                     |
| Медісон                            | Аргентина Хуан Естебан Куручет Вальтер Перес (7)                             | Швейцарія Франко Марвуллі Бруно Рісі (5)                                       | Нідерланди Роберт Сліппенс Денні Стем (18)-1 коло                             |

### Жінки
| Дисципліна                         | Золото                 | Срібло                 | Бронза                     |
| Спринт                             | Світлана Грановська    | Анна Мірс              | Лорі-Енн Муензер           |
| Гіт (500 м)                        | Анна Мірс (34.342)     | Цзян Юнхуа (34.675)    | Сімона Крупекайте (34.788) |
| Індивідуальна гонка переслідування | Сара Ульмер (3:31.778) | Кеті Мактір (3:34.859) | Олена Чалих (3:34.199)     |
| Кейрін                             | Клара Санчес           | Еліза Фрізоні          | Дженні Рід                 |
| Скретч                             | Йоанка Гонсалес        | Менді Пойтрас          | Ольга Слюсарєва            |
| Гонка за очками                    | Ольга Слюсарєва (39)   | Вера Каррара (31)      | Белем Герреро (30)         |

## Загальний медальний залік
| Місце  | Країна          | Золото | Срібло | Бронза | Загалом |
| ------ | --------------- | ------ | ------ | ------ | ------- |
| 1      | Франція         | 3      | 2      |        | 5       |
| 2      | Австралія       | 2      | 2      | 1      | 5       |
| 2      | Велика Британія | 2      | 2      | 1      | 5       |
| 4      | Росія           | 2      |        | 2      | 4       |
| 5      | Нова Зеландія   | 2      |        |        | 2       |
| 6      | Іспанія         | 1      | 2      | 1      | 4       |
| 7      | Нідерланди      | 1      | 1      | 2      | 4       |
| 8      | Аргентина       | 1      |        | 2      | 3       |
| 9      | Куба            | 1      |        |        | 1       |
| 10     | Італія          |        | 2      |        | 2       |
| 11     | Канада          |        | 1      | 1      | 2       |
| 12     | КНР             |        | 1      |        | 1       |
| 12     | Швейцарія       |        | 1      |        | 1       |
| 12     | Уругвай         |        | 1      |        | 1       |
| 15     | Німеччина       |        |        | 1      | 1       |
| 15     | США             |        |        | 1      | 1       |
| 15     | Чехія           |        |        | 1      | 1       |
| 15     | Мексика         |        |        | 1      | 1       |
| 15     | Литва           |        |        | 1      | 1       |
| Всього | Всього          | 15     | 15     | 15     | 45      |